# Finale (torrente)
Il torrente Finale è un torrente della Lombardia, che scorre in provincia di Sondrio, per gran parte nel comune di Berbenno di Valtellina. Nasce da una sorgente a 2.200 m.s.l.m. (circa) nel monte Val Granda e poi sfocia a San Pietro Berbenno nel fiume Adda dopo circa 21 km.
Il torrente è straripato tra il 13 e 14 luglio 2008 causando molti danni in tutto il comune e alle infrastrutture della zona.